# Christiane Pielke
Christiane Staffeldt (* 12. Mai 1963 in Hannover), geborene Pielke, ist eine ehemalige deutsche Schwimmerin, die für die Bundesrepublik Deutschland startete. Sie gewann 1984 eine olympische Medaille.
Christiane Pielke begann 1973 mit dem Leistungssport und gehörte ab 1979 zehn Jahre lang zu den westdeutschen Spitzenschwimmerinnen. Sie startete für die SGS Hannover. 1981 nahm sie erstmals an den Europameisterschaften teil. Als Dritte der Deutschen Meisterschaften 1984 über 100 Meter Freistil qualifizierte sie sich für die Olympischen Spiele 1984 in Los Angeles. Dort belegte sie auf der 200-Meter-Lagen-Strecke in 2:17:82 Minuten den fünften Platz, nachdem sie im ersten Vorlauf in 2:19,17 Minuten einen olympischen Rekord aufgestellt hatte, den allerdings Nancy Hogshead im dritten Vorlauf um fast drei Sekunden verbesserte. Mit der 4-mal-100-Meter-Freistilstaffel in der Besetzung Iris Zscherpe, Susanne Schuster, Christiane Pielke und Karin Seick gewann sie die Bronzemedaille hinter den Staffeln aus den Vereinigten Staaten und aus den Niederlanden.
Bei den Europameisterschaften 1985 in Sofia erschwamm die Staffel in der gleichen Besetzung die Silbermedaille hinter der Staffel aus der DDR, die 1984 wegen des Olympiaboykotts gefehlt hatte, und vor der Staffel aus den Niederlanden. 1987 gewann Christiane Pielke bei den Deutschen Meisterschaften über 50 Meter Freistil ihren ersten Einzelmeistertitel. Bei den Europameisterschaften 1987 in Straßburg belegte sie über diese Distanz hinter der Rumänin Tamara Costache und Katrin Meißner aus der DDR den dritten Platz und gewann damit ihre erste internationale Einzelmedaille. Zusammen mit Stephanie Bofinger, Svenja Schlicht und Karin Seick erschwamm Pielke mit der Freistilstaffel eine weitere Bronzemedaille. 1988 konnte Staffeldt nicht nur ihren Deutschen Meistertitel über 50 Meter Freistil verteidigen, sondern gewann auch über 100 Meter. Bei den
Olympischen Spielen 1988 startete sie über beide Strecken, erreichte aber nur über 50 Meter das B-Finale, in dem sie Zweite wurde, also insgesamt Zehnte. Mit der Staffel belegte sie den siebten Platz.